# سورس فورج
سورس فورج.نت هو موقع ويب يتيح لمطوري البرامج من استخدام الموقع كمنصة لإدارة عملية تطوير البرمجيات التي يعملوا عليها، وأيضاً يمكن استخدام الموقع كمستودع للمصادر البرمجية مفتوحة المصدر .
وهو يدار بواسطة شركة سورس فورج،‌ ويستضيف عدد كبير من المشاريع المفتوحة (يستضيف 155,585 مشروع و 1,658,777 عضوا مسجلا، كما هو في أغسطس 2007). بدأ المشروع في نوفمبر 1999.

## وصلات خارجية
- الموقع الرسمي